# Резбоєнь (комуна)
Резбоєнь, Резбоєні (рум. Războieni) — комуна у повіті Нямц в Румунії. До складу комуни входять такі села (дані про населення за 2002 рік):
- Боршень (409 осіб)
- Валя-Албе (452 особи)
- Валя-Маре (116 осіб)
- Резбоєнь (738 осіб)
- Резбоєній-де-Жос (683 особи)

Комуна розташована на відстані 297 км на північ від Бухареста, 23 км на північний схід від П'ятра-Нямца, 78 км на захід від Ясс.

## Населення
За даними перепису населення 2002 року у комуні проживали 2398 осіб.
Національний склад населення комуни:
| Національність | Кількість осіб | Відсоток |
| -------------- | -------------- | -------- |
| румуни         | 2355           | 98,2%    |
| цигани         | 43             | 1,8%     |

Рідною мовою назвали:
| Мова      | Кількість осіб | Відсоток |
| --------- | -------------- | -------- |
| румунська | 2356           | 98,2%    |
| циганська | 42             | 1,8%     |

Склад населення комуни за віросповіданням:
| Релігія       | Кількість осіб | Відсоток |
| ------------- | -------------- | -------- |
| православні   | 2259           | 94,2%    |
| старообрядці  | 67             | 2,8%     |
| бретрени      | 4              | 0,2%     |
| римо-католики | 3              | 0,1%     |